# Chambre des représentants (Uruguay)
Pour les autres articles nationaux ou selon les autres juridictions, voir Chambre des représentants.
50e législature
Palais législatif
La Chambre des représentants (en espagnol : Cámara de Representantes) est la chambre basse de l'Assemblée générale de l'Uruguay (Asamblea General).
La Chambre dispose de 99 membres, élus pour un mandat de cinq ans à la représentation proportionnelle, avec au moins deux membres par département. 
Lors des élections de 2024, le Front large frôle de peu la majorité absolue avec 48 députés. Le parlement est depuis sous une majorité de gauche. Le Parti national obtient 29 sièges, le Parti Colorado 17 sièges, Cabildo ouvert et Identité souveraine 2, et le Parti indépendant 1 siège.

## Système électoral
Le renouvellement de la chambre des représentants se déroule conjointement à l'ensemble des institutions du pays, le seul vote de l'électeur pour un parti comptant pour ses candidats à la présidence, à la vice-présidence, à la chambre des représentants, et au Sénat, selon un système électoral connu sous le nom de Ley de lemas.
La chambre des représentants est dotée de 99 sièges pourvus pour cinq ans au scrutin proportionnel plurinominal dans 19 circonscriptions correspondants aux départements du pays. Le nombre de sièges étant attribués en fonction de leurs populations, avec un minimum de deux sièges par département.
Une fois le décompte des suffrages terminé, la répartition des sièges se fait à la proportionnelle sur la base du quotient simple, et les sièges restants selon la méthode de la plus forte moyenne. Les candidats doivent avoir au moins 25 ans pour être député.